# Laguna Verde
A Laguna Verde é um lago localizado na Guatemala. Localiza-se no departamento de Chiquimula, Município de Esquipulas.